# Bahnhof Carregado

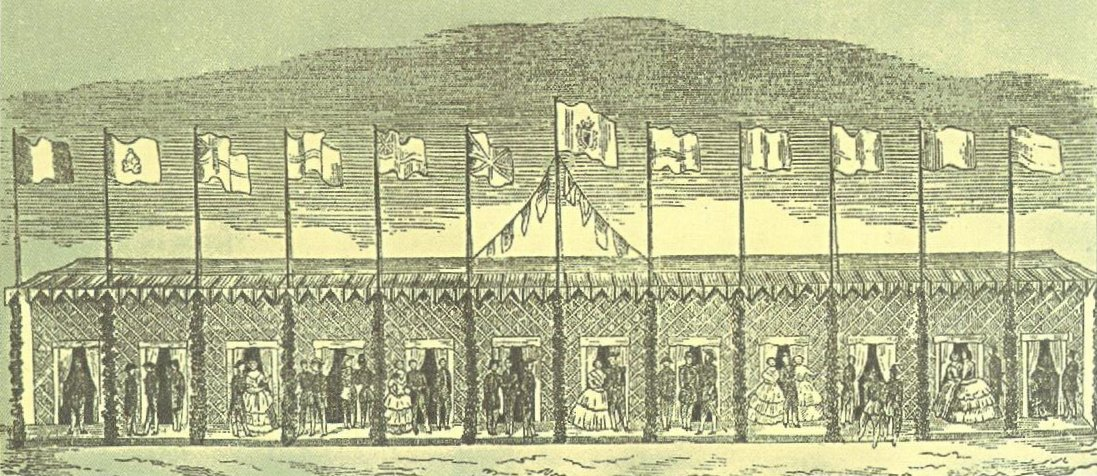
Pavillon beim Bahnhof Carregado anlässlich der Eröffnung am 28. Oktober 1856

Der Bahnhof Carregado (portugiesisch Estação Ferroviária do Carregado) ist der Bahnhof in der portugiesischen Kleinstadt Carregado, gelegen an der Linha do Norte.

## Geschichte
Der Bahnhof wurde am 28. Oktober 1856 eröffnet und war der nördliche Endbahnhof der ersten Eisenbahnstrecke in Portugal. 1926 nahm die portugiesische Staatsbahn CP gemeinsam mit der Emprêsa de Transportes entre Carregado e Alemquer einen Beförderungsdienst für Passagiere, Gepäck und Fracht zwischen Carregado und der Kreisstadt Alenquer auf. In den Jahren 1930/31 wurde ein neues Empfangsgebäude im Art-déco-Stil errichtet, das am 29. November 1931 eröffnet wurde.

## Verkehr
Heute wird der Bahnhof halbstündlich von Zügen der Linha de Azambuja zwischen Azambuja und Lissabon Alcântara-Terra bedient.